# 1619 у літературі
Стаття є списком літературних подій та публікацій у 1619 році.

## Книги
- «Граматика слов'янська» — мовознавча праця Мелетія Смотрицького.

## П'єси
- «Овеча Криниця» (публікація) — п'єса Лопе де Веги.

## Народились
- 6 березня — Сірано де Бержерак, французький письменник, драматург (помер у 1655).

## Померли
- 19 лютого — Джуліо Чезаре Ваніні, італійський філософ (народився в 1585).
- 13 березня — Річард Бербедж,англійський актор елизаветинського театру (народився в 1567).